# Elfi Maass
Elfi Maass (Amsterdam, 29 maart 2003) is een Nederlands voetbalspeelster. Ze speelt als middenvelder voor sc Heerenveen.

## Clubcarrière
Maass speelde als jeugdspeler bij SC Buitenveldert en kwam vervolgens uit voor het talententeam van VV Alkmaar. In mei 2020 voegde ze zich bij de selectie van VV Alkmaar. Op 18 februari 2020 maakte Maass op zestienjarige leeftijd haar debuut in de Vrouwen Eredivisie door in de 79ste minuut in te vallen voor Nicole Stoop in een thuiswedstrijd tegen FC Twente. In het seizoen 2020/21 werd Maas overgeheveld naar het eerste elftal van de Alkmaarders. Ze verlengde haar contract tweemaal en kwam tot en met het seizoen 2023/23 uit voor VV Alkmaar.
Op 8 juli 2022 maakte Maass de overstap naar KAA Gent in de Super League. Hier was ze de vierde Nederlandse speelster, na Bodil van den Heuvel, Minke Plate en Anouk van der Klooster. Na één seizoen in België, keert Maass vanaf het seizoen 2024/25 terug naar Nederland. Ze tekende op 29 mei 2024 een contract bij sc Heerenveen. In een uitwedstrijd tegen Fortuna Sittard maakte ze haar eerste doelpunt in de Vrouwen Eredivisie. Op 30 juni 2025 tekende Maass een nieuw eenjarig contract in Heerenveen.

## Statistieken
| Seizoen | Club          | Land      | Competitie         | Wedstrijden | Doelpunten |
| ------- | ------------- | --------- | ------------------ | ----------- | ---------- |
| 2019/20 | VV Alkmaar    | Nederland | Eredivisie         | 1           | 0          |
| 2020/21 | VV Alkmaar    | Nederland | Eredivisie         | 10          | 0          |
| 2021/22 | vv Alkmaar    | Nederland | Vrouwen Eredivisie | 21          | 0          |
| 2022/23 | vv Alkmaar    | Nederland | Vrouwen Eredivisie | 11          | 0          |
| 2023/24 | KAA Gent      | België    | Super League       | 24          | 2          |
| 2024/25 | sc Heerenveen | Nederland | Vrouwen Eredivisie | 22          | 2          |
| Totaal  | Totaal        | Totaal    | Totaal             | 81          | 4          |

Bijgewerkt t/m 30 juni 2025.
1 Resink ·
3 Meijer ·
4 Smits ·
5 Teijema ·
6 Schouwstra ·
8 De Haas ·
9 Maatman ·
10 Van Beijeren ·
11 Iedema ·
12 Appelmann ·
13 Van Rheenen ·
14 Van Vilsteren ·
15 Macleane ·
15 Brouwer ·
16 Nassette ·
17 Udink ·
18 Kerkhof ·
20 Stockmar ·
21 Maass ·
22 Thurkow ·
24 Werther ·
25 Speek ·
32 Van der Velde ·
39 Altena ·
Coach: Tarvajärvi